# Libellago blanda
Libellago blanda – gatunek ważki z rodziny Chlorocyphidae. Występuje w środkowej części archipelagu Nikobarów należącego do Indii; stwierdzono go na wyspach Nancowry i Kamorta.
Dawniej niektórzy autorzy traktowali go jako podgatunek Libellago lineata, a niekiedy jako synonim tegoż gatunku. Rewizji taksonu i potwierdzenia jego statusu jako odrębnego gatunku dokonał M. Hämäläinen w 2002 roku. Jako pierwszy opisał też samicę rzeczywiście należącą do tego gatunku – uznawane dotąd za przedstawicielki Libellago blanda samice odłowione na Małym Nikobarze okazały się należeć do innego, nieopisanego wcześniej gatunku – Libellago balus.